# Гунченко, Антонина Васильевна
Антонина Васильевна Гунченко (после замужества — Селескериди; 3 июля 1924, Одесса — 10 марта 2004, Москва) — драматическая актриса, артистка московского театра им. Вахтангова; Заслуженная артистка РСФСР (1967).

## Биография
В 1945 году поступила в московское театральное Щукинское училище, которое окончила в 1949 году, педагог Анна Орочко.
Сразу по окончании театрального училища была принята на сцену театра им. Вахтангова, где проработала до конца творческой карьеры: 1949—1995 гг., уйдя на пенсию. 45 лет она работала на одной сцене, став одной из ведущих актрис. В кино снималась редко.

## Личная жизнь
Муж — актёр Михаил Греков  (Селескериди; 1922—1965).
Умерла после второго инфаркта 10 марта 2004 года. Похоронена на Ваганьковском кладбище города Москвы, участок 25.

## Роли в театре
- 1948 — «Накануне» И. С. Тургенева (рук. пост. Р. Симонов, А.Габович, сопостановщик А. А. Орочко, художник В. Дмитриев) — Елена (ввод)[1]
- 1950 — «Первые радости» К. Федина — Лиза Мешкова[2]
- 1952 — «Два веронца» Шекспира. Режиссёры: А. А. Орочко и Е. Р. Симонов — Джулия[3]
- 1956 — «Филумена Мартурано» Эдуардо Де Филиппо — Диана[4]
- 1956 — «Шестой этаж» А. Жери. Режиссёры: Н. О. Гриценко, Д. А. Андреева, В. Г. Шлезингер — Жанна
- 1956 — «Фома Гордеев» Горького. Режиссёр: Р. Н. Симонов — Павлинька
- 1957 — «Город на заре», пьеса Арбузовской студии. Режиссёр: Е. Р. Симонов — Лёля Корнева
- 1960 — «Дамы и гусары» А. Фредро. Постановка А. Ремизовой — служанка Юзи
- 1960 — «Двенадцатый час» А. Н. Арбузова. Режиссёр: Р. Н. Симонов — Янина
- 1960 — «Гибель богов» А. В. Софронова. Режиссёр: Е. Р. Симонов — Флоренс
- 1962 — «Алексей Бережной» Е. Симонова — Валя[5]
- 1965 — «Насмешливое мое счастье» Л. Малюгина. Режиссёр: А. И. Ремизова — Мария Павловна Чехова[6]
- 1966 — «Конармия» — по рассказам И. Бабеля. Режиссёр: Р. Н. Симонов — Элиза
- 1978 — «Лето в Ноане» Я. Ивашкевича. Режиссёр: Аугуст Ковальчик — Жорж Санд
- 1978 — «Чем люди живы» Л. Н. Толстого — Ирина Ильинская
- 1979 — «Тринадцатый председатель» А. Абдуллина — Первый заседатель
- 1992 — «Женитьба Бальзаминова» А. Н. Островского. Режиссёр: Аркадий Кац — Бальзаминова

## Роли в кино
- 1957 — Поединок — проститутка
- 1958 — Трудное счастье — Мария
- 1959 — Город на заре — Лёля
- 1968 — Портрет Дориана Грея (телеспектакль) — женщина

## Радиопостановки
- 1978 - Золотая антилопа (Антилопа)
- 1980 - Граф Монте-Кристо (Мерседес)